# Eva Crane
Pour les articles homonymes, voir Crane.
Eva Crane, née le 12 juin 1912 et morte le 6 septembre 2007, est une chercheuse et autrice sur le sujet des abeilles et de l'apiculture. Mathématicienne de formation, elle change de domaine pour étudier les abeilles et consacre des décennies à effectuer des recherches sur les abeilles, voyageant à travers le monde dans plus de soixante pays, souvent dans des conditions assez rudimentaires.

## Biographie et Carrière
Née Ethel Eva Widdowson à Londres, elle soutient un doctorat en physique nucléaire en 1941 et dispense des cours de physique à l'université de Sheffield. En 1942, elle épouse James  Crane, un agent de change, réserviste dans la Marine britannique.
Elle commence à s'intéresser aux abeilles lorsqu'elle et son mari se voient offrir une ruche en cadeau de mariage ; le donateur bien inspiré espérait que ce cadeau leur permettrait de compléter leur ration de sucre limitée en ces temps de guerre.
Eva Crane écrit plus de 180 articles et livres, dont nombre alors qu'elle est déjà septuagénaire, voire octogénaire. Pour le livre de 1975 Honey: A Comprehensive Survey auquel elle contribue en écrivant plusieurs chapitres importants, elle affirme à l'éditeur Heinemann Press combien un livre sur le sujet était indispensable. Bien qu'il soit épuisé, cet ouvrage reste une référence en la matière. Les livres A Book of Honey, publié en 1980 et Archeology of Beekeeping, sorti en 1983, reflètent son intérêt pour la nutrition et l'histoire de l'apiculture. 
Ses écrits se retrouvent dans deux imposants tomes encyclopédiques : Bees and beekeeping science: science, practice and world resources (1990, 614 pages) et The World History of Beekeeping and Honey Hunting (1999, 682 pages). Ils rassemblent le savoir et l'expérience de toute une vie et sont considérés comme des ouvrages fondamentaux dans le milieu apicole. Tout en écrivant de nombreux livres et articles, Eva Crane participe à la création d'une bibliothèque spécialisée en apiculture qui contient de nombreux ouvrages concernant les abeilles et l'apiculture et transforme le petit journal intitulé Bee World, fondé en 1919 par Ahmed Zaki Abu Shadi, en magazine scientifique de renom. Elle meurt à l'âge de 95 ans à Slough, Royaume-Uni. 
Le New York Times rapporte que la « Dr Crane a écrit quelques-uns des livres les plus importants sur les abeilles et l'apiculture » et note que « sa sœur aînée, Elsie Widdowson, qui n'est jamais partie à la retraite non plus, contribue à révolutionner le monde de la nutrition, en montrant une énergie similaire pour suivre des phoques sur la banquise afin de pouvoir étudier leurs habitudes alimentaires. »